# USS LST-612
O USS LST-612 foi um navio de guerra norte-americano da classe LST que operou durante a Segunda Guerra Mundial.